# Minuskuł 4
Minuskuł 4 (według numeracji Gregory-Aland), ε 371 (von Soden) – rękopis Nowego Testamentu z tekstem czterech Ewangelii, pisany minuskułą na pergaminie w języku greckim z XIII wieku. Przechowywany jest w Paryżu.

## Opis rękopisu
Kodeks zawiera tekst czterech Ewangelii na 212 pergaminowych kartach (18,5 cm na 14,3 cm). Niektóre partie rękopisu zostały utracone (Mateusz 2,9-20; Marek 15,42-16,14; Jan 1,1-13.49-3,11). Karty rękopisu zostały ułożone w quarto.
Tekst rękopisu pisany jest jedną kolumną na stronę, 26–28 linijek w kolumnie.
Tekst Ewangelii dzielony jest według κεφαλαια (rozdziałów) oraz według Sekcji Ammoniusza, których numery umieszczono na marginesie. Sekcje Ammoniusza opatrzone zostały odniesieniami do Kanonów Euzebiusza. Tekst ewangelii zawiera τιτλοι (tytuły). Ponadto przed każdą z Ewangelii umieszczone zostały listy κεφαλαια.
Kodeks zawiera Epistula ad Carpianum, noty do czytań liturgicznych, synaksarion, menologium.
Tekst Pericope adulterae (Jan 7,53-8,11) oznakowany został przy pomocy obelisku jako wątpliwy.

## Tekst
Grecki tekst Ewangelii reprezentuje mieszaną tradycję tekstualną. Aland nie zaklasyfikował go do żadnej kategorii. Pod względem tekstualnym jest bliski dla minuskułu 273.

## Historia
Paleograficznie datowany jest na wiek XIII. Rękopis wykorzystany został przez Erazma w Novum Testamentum omne oraz przez Stefanusa w jego Editio Regia (1550), który oznakował go przy pomocy γ'. John Mill wykorzystał rękopis w swoim wydaniu greckiego Nowego Testamentu. Na listę rękopisów Nowego Testamentu wciągnął go Wettstein. Rękopis badał Scholz oraz Paulin Martin.
Obecnie przechowywany jest we Francuskiej Bibliotece Narodowej w Paryżu, pod numerem katalogowym Gr. 84.
Jest cytowany w krytycznych wydaniach greckiego Novum Testamentum Nestle–Alanda (NA26, NA27).